# Highlandville
Highlandville är en ort i Christian County i Missouri. Vid 2010 års folkräkning hade Highlandville 911 invånare.